# Beleg van Breisach
Het Beleg van Breisach vond plaats tussen mei 1638 en 17 december 1638 tijdens de Dertigjarige Oorlog tussen de keizerlijke stad Breisach am Rhein en het leger van Bernard van Saksen-Weimar. Het beleg resulteerde in de capitulatie van de vesting van Breisach.

## Aanloop
Na de overwinning bij Rheinfelden begon Bernard van Saksen-Weimar in april 1638 met het beleg van Freiburg im Breisgau. Hij bestormde tot viermaal toe de stad, waaronder het hevigst op 9 april toen er 327 kanonskogels op de stad werden afgeschoten. Uiteindelijk gaf het stadsbestuur zich over om grote verliezen te voorkomen. Vervolgens trok Bernard van Saksen-Weimar op naar de naburige stad Breisach am Rhein.

## Beleg
Bernard van Saksen-Weimar omsingelde de stad en hierop stuurden de keizerlijken en de Beieren een ontzettingsleger dat tussen de 16.000 en 19.000 soldaten bestond om proviand aan het garnizoen te leveren. Hertog Bernard kreeg op zijn beurt steun van het Franse leger van Jean-Baptiste Budes de Guébriant en later van Henri de La Tour d'Auvergne. Dankzij de Franse versterkingen kon Bernard van Saksen-Weimar in het offensief gaan tegen Johan van Götzen en Federico Savelli. Op 9 augustus wist hij het keizerlijk leger te verslaan bij Wittenweiher. Hierbij ging al het proviand voor Breisach verloren en had Bernard van Saksen-Weimar zijn eigen proviandering veliiggesteld.
Een tweede reddingspoging van Karel IV van Lotharingen werd ook voorkomen door Bernard van Saksen-Weimar en ondertussen stopte Turenne de keizerlijke troepen van Götzen en Lamboy. Door het acute gevaar van een hongersnood verkoos de commandant van Breisach ervoor op 17 december zich op eervolle voorwaarden over te geven aan zijn belegaars.

## Nasleep
Door de verovering van Breisach hadden de Franse een groot belangrijk bruggenhoofd aan de Rijn en verloor de Rooms-Duitse keizer de Elzas. In Parijs werd deze overwinning als een Franse overwinning gezien, terwijl Bernard het als zijn verovering zag. De onduidelijkheid over wie de rechtmatige overwinnaar was van Breisach vertraagde het Franse offensief en hierdoor kregen Beieren en de keizerlijken de tijd om te herstellen.